# Akarologia

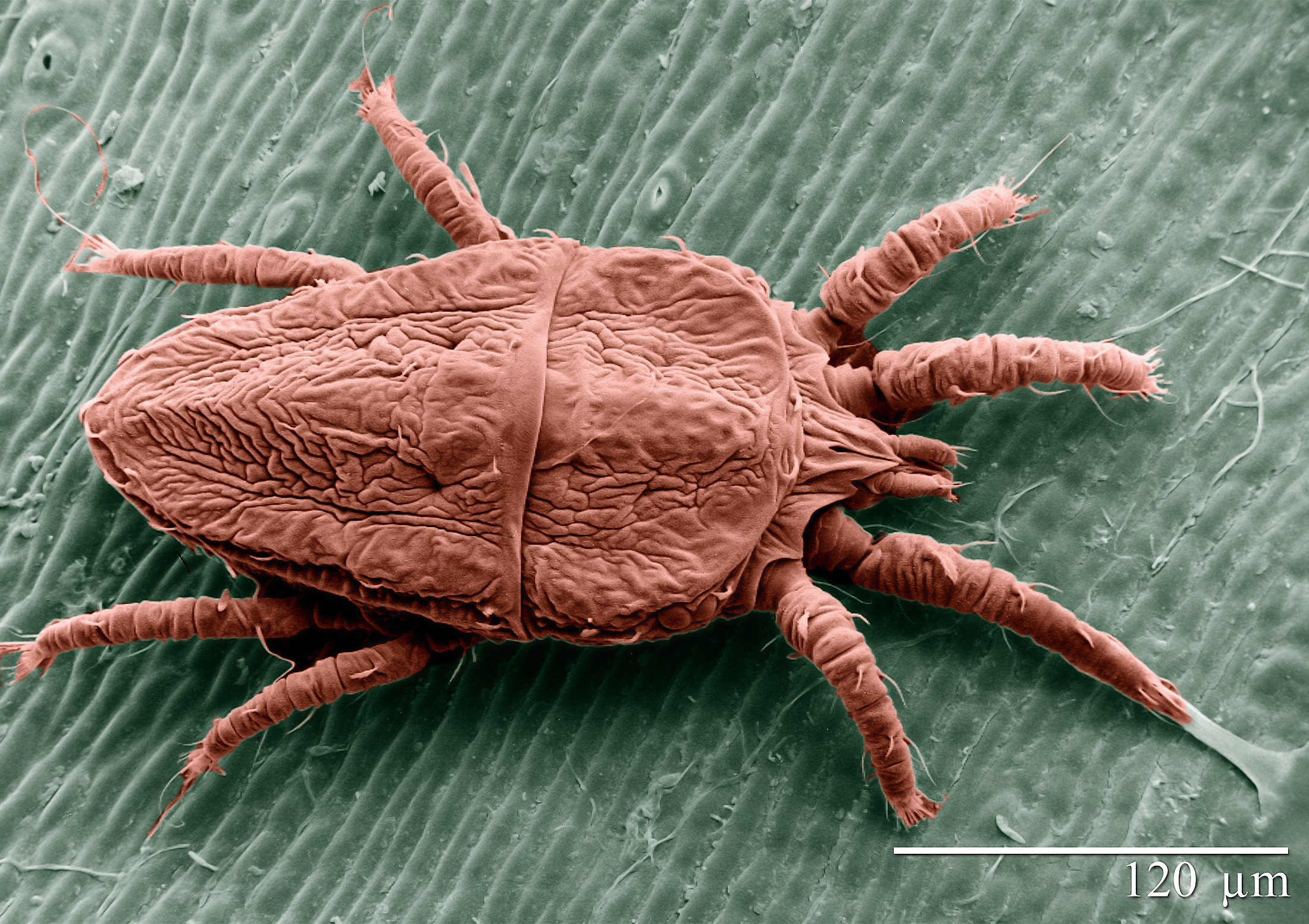
Roztocze z gatunku Brevipalpus phoenicis

Akarologia (z gr.: ἀκάρι, „akari”, gatunek roztocza oraz λόγος, „logos”, nauka) — dyscyplina zoologiczna zajmująca się naukowym badaniem roztoczy (Acari), obszernego i zróżnicowanego gatunkowo rzędu drobnych pajęczaków (Arachnida), subdyscyplina arachnologii.